# نهر أويهي
أويهي (بالإنجليزية: Owyhee)‏ هو أحد روافد نهر سنيك. يقع في شمال ولاية نيفادا، جنوب غرب ولاية أيداهو وجنوب شرق ولاية أوريغون في الولايات المتحدة. ويبلغ طوله 346 ميلا (557 كيلومترا).